# Studia Socjologiczno-Polityczne
Studia Socjologiczno-Polityczne – specjalistyczne pismo poświęcone zagadnieniom socjologii stosunków politycznych, założone i przez wiele lat kierowane przez Juliana Hochfelda, profesora socjologii Uniwersytetu Warszawskiego.
W latach 1958–1968 łącznie ukazało się 25 tomów. Julian Hochfeld bezpośrednio kierował pracami redakcyjnymi aż do 1962 r., tj. do wyjazdu do Paryża. 
Z redakcją współpracowali m.in. Zygmunt Bauman, Maria Hirszowicz, Włodzimierz Wesołowski, Jerzy Wiatr.
W 2014 roku Instytut Socjologii Uniwersytetu Warszawskiego wznowił wydawanie tego tytułu (jako półrocznik). Przewodniczącym Rady Redakcyjnej został Zygmunt Bauman, a w 2016 zastąpił go Jerzy Wiatr. redaktorem naczelnym jest Jacek Raciborski.